# Каракум
Караку́м  (на туркменски: Garagum; на руски: Каракумы; букв. „черен пясък“) е голяма пясъчна пустиня в южната част на Средна Азия, заемаща около 70% от територията на Туркменистан, с площ около 350 хил.km²

## Геоложки строеж и геоложко развитие
Югоизточните и централните части на пустинята са изградени от древните алувиални наслаги на реките Амударя, Мургаб и Теджен, натрупани в пясъчни валове с височина от 3 – 5 до 30 m и разстояние между тях 150 – 200 m. На север, пустинята Заунгузки Каракум е изградена основно от глинесто-пясъчни миоценски и плиоценски наслаги от древното течение на Амударя и тук височината на пясъчните валове е по-голяма до 40 – 60 m, а разстоянието между тях е около 500 m. На запад по границата между Заунгузки Каракум и пустините Учтаган и Чилмамедкум (т.нар. Низинен Каракум, източно от Каспийско море) преминава древната долина на Амударя Унгуз, която представлява върволица от солончакови изолирани котловини, разположени на различно ниво. На запад някои от тези котловини в геоложкото минало са представлявали плиоценски морски заливи, а други са се запълнили от пясъчните наноси на древната Амударя.
Основата на Заунгузки Каракум представлява епихерцинска платформа с мезокайнозойски чехъл, усложнена от редица брахиантиклинални структури, простираща се от Хорезъмската падина в долното течение на Амударя на север до потъналата по ясно изразена флексура Унгузка падина на юг. Настоящият релеф не е съхранил предишните си алувиални черти и всецяло е обусловен от новата тектоника и еоловите процеси.
Т.нар. Низинен Каракум представлява краищно пропадане с мощност на палеозойската основа до 12 km. Покриващите ги отгоре антропогенни речни наслаги съхраняват основните черти на релефа в делтовите пясъчни конуси на реките Мургаб и Теджен и изпъкналата в напречно направление равнина на древната Амударя. Мощността на антропогенния алувий се колебае от 500 m в Югоизточен Каракум до 5000 m и повече на запад. Амударя се е преместила от територията на Низинен Каракум в края на антропогена (приблизително 30 – 20 хил. години назад). Когато съществувалото преди 15 – 20 хил. години назад хвалинското море образувало на територията на днешния Низинен Каракум обширен залив с ниво +50 m абсолютна височина, водата му е била солена, тъй като Амударя е преместила вече своето течение на север към Хорезъмската падина. Тук тя образувала голямо езеро, от което в началото изтичала на север (Акчадаринското корито), а след това на запад в голямата Саръкамъшка котловина. След като е запълнила котловината, водите на Амударя изтекли и от нея (5 – 2 хил. години преди н.е.) и започнали да се вливат в Каспийско море, образувайки реката Западен Узбой.

## Географска характеристика

### Разположение
Пустинята Каракум заема обширна площ около 350 хил.km² и се простира между платото Устюрт и Саръкамъшката котловина на север, долината на река Амударя на североизток и изток, възвишенията Карабил и Бадхиз на югоизток, северното подножие на планината Копетдаг на юг и бреговете на Каспийско море на запад.

### Релеф
Цялата пустиня се състои от отделни обособени части. На север – високо издигнатото Заунгузко плато (т.нар. Заунгузки Каракум), Южен Низинен или Централен Каракум и Югоизточен Каракум. Релефът на пустинята като цало представлява хълмиста, силно пресечена равнина с общ наклон от изток на запад. Основата на пустинята е изградена от пясъчните наслаги на древната Амударя, протичаща по тази територия в Каспийско море. На юг пустинята е изградена от наслагите на реките Мургаб и Теджен, като тук се простират техните древни и съвременни вътрешни делти. За Каракум са характерни плътните участъци – т.нар. такири, образувани от глинестите наслаги на древните речни и пролувиални разливи, и обширните солончакови котловини – т.нар. шори. Около 5% от територията на пустинята е заета от сипещи се барханни пясъци, почти лишени от растителност. Те образуват големи масиви около ниските участъци заети от такирите (т.нар. аклани), тесни ивици по гребените на ниските пясъчни възвишения и на места покрай оазисите. Основната площ от Каракум е покрита от полузакрепени с хилава рестителност пясъци и обширни каменисти и чакълести участъци. Ниските пясъчни хълмове се простират напречно на господстващите над пустинята ветрове: на запад в югозападна посока, а в централните и източни части – в южна посока. На места са разпространени напречно на ветровете асиметрични барханни и полузакрепени с дребна растителност пясъчни валове.

### Климат
Климатът на пустинята е рязко континентален, с много горещо, безоблачно и продължително лято, мека дъждовна пролет, топла и суха есен и студена, но с чести затопляния зима. Средната януарска температура на север е около -5 °C, на юг около 3 °C, средната юлска температура съответно 28 и 34 °C. Много големи са денонощните температурни амплитуди – до 50 °C на въздуха и до 80 °C на почвата. Годишната сума на валежите варира от 60 mm на север до 150 mm на юг, като 70% от тях падат от ноември до април. Вегетационният период (минимална денонощна температура 5 °C) продължава 200 – 270 денонощия.

### Води
По североизточната периферия на пустинята протича река Амударя, а реките Мургаб и Теджен, водещи от склоновете на Хиндукуш текат през пустнята и се губят в пясъците ѝ, обезпечавайки нуждата от вода за напояване. Каракум е богата на грунтови (подземни) води, които залягат на различна дълбочина: от 3 – 6 m близо да Амударя (основен източник на всички каракумски подземни води) до 300 m на юг във възвишението Карабил. Всички те се извличат на повърхността чрез кладенци. В тези места, където се пресичат временни или постоянни речни течения, грунтовите води са слабо засолени, а в централните части на пустинята са високо минерализирани.

### Почви, растителност, животински свят
Върху закрепените пясъчни участъци са развити сиво-кафяви почви, а пониженията са заети от солончаци и такири. През пролетта цялата територия на Каракум, с изключения на барханните пясъци се покрива със зелен килим от ефемери и ефемероиди, изгарящи напълно през април и май. Най-типичната тревиста растителност е пясъчната острица (илак), основна паша за овцете, а храстовата е представена от бял и черен саксаул, кандим, пясъчна акация, ефедра, астрагал. За закрепените пясъчни валове са характерни различни злакови треви (предимно селин), пясъчната акация, 1 – 2 вида калигонум и дървовидната солянка (черкез). Животинският свят е представен от коза джейран, лисица корсак, вълк, пустинна и степна котка и множество гризачи. От птиците най-разпространени са саксаулска сойка, различни видове чучулиги, пустинна врана, врабчета. Много разпространени са влечугите: змии (ефа, змия стрела, степна боа, кобра и др.), гущери – агами, гекон, варан (дължина до 1,5 m), срещат се степна костенурка и скорпиони.

## Население, стопанско значение
Населението е съсредоточено предимно в оазисите, образувани от реките Амударя, Мургаб и Теджен и малките реки, стичащи се от северните склонове на планината Копетдаг.
През пустинята преминава най-дългият напоителен канал в света – Каракумския канал. Неговото изграждане започва през 1954 г. и е дълъг 1375 km с воден дебит 13 – 20 km3 годишно. Неподдържането на канала след разпадането на СССР довежда до многобройни изтичания на вода от канала, които образуват множество езера и бари по дължината му. Това довежда до засоляване на земеделските земи. В оазисите Мари и Теджен се отглежда памук, а голяма част от пустинята целогодишно се използва за пасище на овце и камили. Територията на пустинята е богата на сяра, нефтени и газови находища. Пресича се от Транскаспийската жп линия.